# Schillerturm (Dessau)

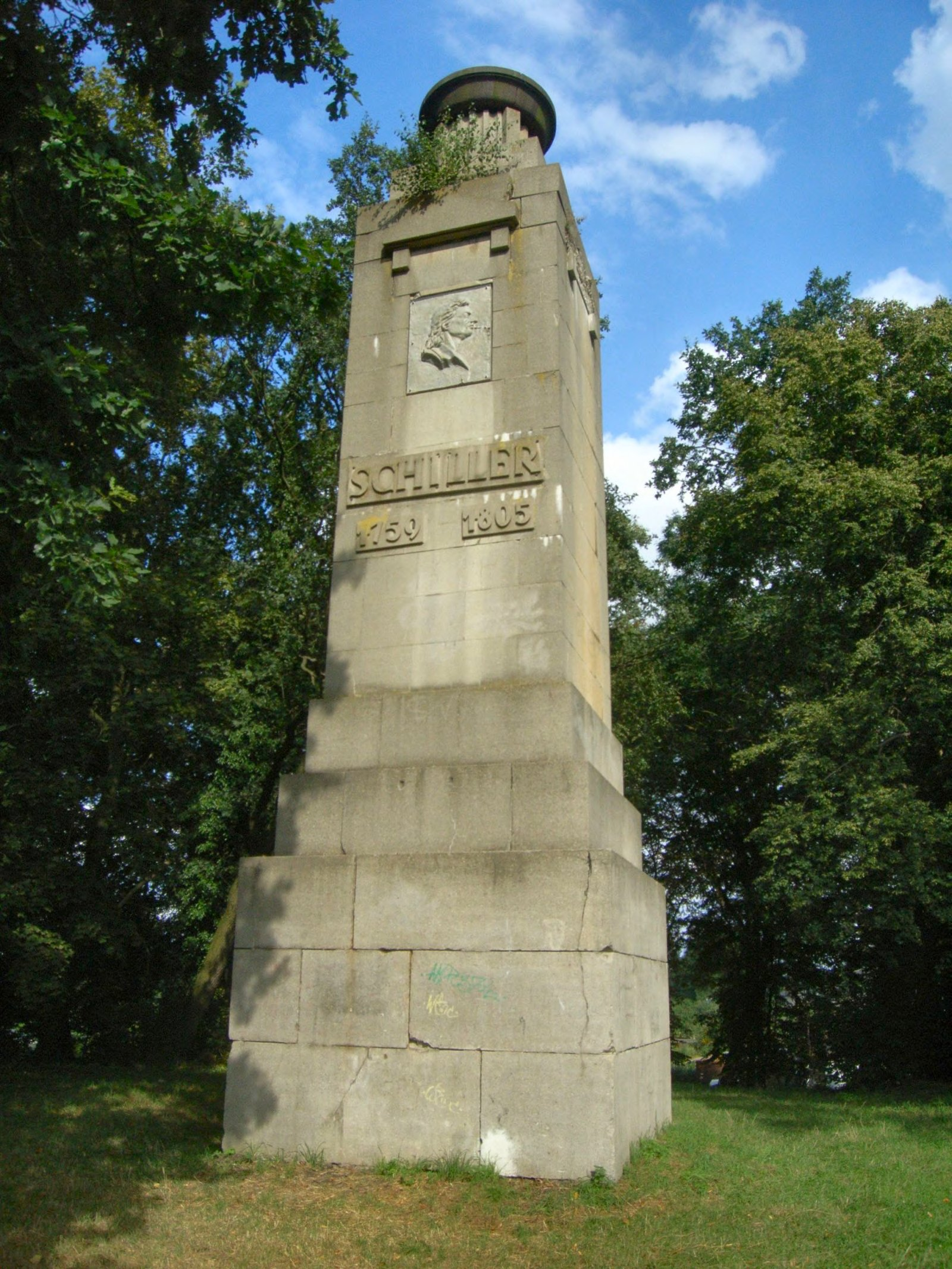
Schillerturm, 2009

Der Schillerturm ist ein 12,5 m hoher Turm im Schillerpark in Dessau-Roßlau. Er wurde am 1. April 1915 als Bismarckturm eingeweiht. 1955 wurde er zum Denkmal für Friedrich Schiller umgewidmet. Das Schiller-Relief aus Sandstein wurde von Bildhauer Propf aus Köthen angefertigt, ist aber in den 1980er-Jahren verschwunden. 2005 wurde im Zuge der Sanierung des Turmes ein neues Relief eingesetzt.